# Festival du film de Sarajevo 2019
Le Festival du film de Sarajevo 2019, la 25e édition du festival, se déroule du 16 au 23 août 2019.

## Déroulement et faits marquants
Les réalisateurs Alejandro González Iñárritu et Paweł Pawlikowski reçoivent un Cœur de Sarajevo d'honneur.
Le 23 août 2019, le palmarès est décerné : le film Take Me Somewhere Nice de Ena Sendijarević remporte le Cœur de Sarajevo du meilleur film, Emin Alper remporte le prix du meilleur réalisateur pour A Tale of Three Sisters.

## Jury

### Compétition des films de fiction
- Président : Ruben Östlund, réalisateur  Suède
- Bero Beyer (en), directeur du Festival international du film de Rotterdam
- Funa Maduka, directrice des acquisitions Netflix
- Jovana Stojiljković (en), actrice  Argentine
- Teona Strugar Mitevska, réalisatrice  Macédoine du Nord

### Compétition des films documentaires
- Emilie Bujès, directrice artistique du festival Visions du réel  Suisse
- Orwa Nyrabia, directeur artistique du Festival international du film documentaire d'Amsterdam  Syrie
- Nenad Puhovski, directeur de la société de production Factum et du festival ZagrebDox  Croatie

## Sélection

### Compétition des films de fiction
- Les Sœurs (A Tale of Three Sisters ou Kiz Kardesler) de Emin Alper  Brésil,  France,  Allemagne
- Et puis nous danserons (And Then We Danced) de Levan Akin  Géorgie,  Suède,  France
- Cat in the Wall (Kotka v stenata) de Mina Mileva et Vesela Kazakova  Bulgarie
- Heidi (ro) de Cătălin Mitulescu (en)  Roumanie
- Mo (ro) de Radu Dragomir  Roumanie
- Open Door (Derë e hapur) de Florenc Papas  Syrie,  Suède
- Rounds (V krag) de Stephan Komandarev  Indonésie,  Malaisie,  France
- Sin (bs) de Ines Tanović (bs)  Bosnie-Herzégovine
- Take Me Somewhere Nice de Ena Sendijarević  Japon,  France

### Compétition des films documentaires
- A Small Documentary About 3 Letters de Goran Bregović  Bosnie-Herzégovine,  Serbie,  France
- Daughter of Camorra de Siniša Gačić  Slovénie,  Italie
- Honeyland de Ljubomir Stefanov et Tamara Kotevska  Macédoine du Nord
- How Far The Stars de Katalin Barsony  Hongrie
- If Only Dreams Came True de Višnja Skorin  Croatie
- In Between de Samir Karahoda  Kosovo
- Palace For The People de Boris Missirkov et Georgi Bogdanov  Bulgarie,  Roumanie,  Allemagne
- Queeen Lear de Pelin Esmer  Turquie
- Stack of Material de Sajra Subašić  Bosnie-Herzégovine
- The Euphoria of Being de Réka Szabó  Hongrie
- The Golden Girl de Denisa Morariu-Tamas et Adrian Robe  Roumanie
- The Soviet Garden de Dragoș Turea  Moldavie,  Roumanie
- Then Comes The Evening de Maja Novaković  Serbie,  Serbie
- Yet Another Departure de Renata Poljak  Croatie
- When the Persimmons Grew de Hilal Baydarov  Azerbaïdjan,  Autriche
- When Tomatoes Met Wagner de Marianna Economou  Grèce

## Open Air Cinema
- La Belle Époque de Nicolas Bedos  France [3]
- Šavovi (sr) de Miroslav Terzić  Serbie[4]

## Palmarès
- Cœur de Sarajevo du meilleur film : Take Me Somewhere Nice de Ena Sendijarević
- Cœur de Sarajevo du meilleur réalisateur : Emin Alper  pour A Tale of Three Sisters (Kiz Kardesler)
- Meilleur acteur : Levan Gelbakhiani pour son rôle dans Et puis nous danserons
- Meilleure actrice : Irini Jambonas pour son rôle dans Rounds